# 卡西迪·库克
卡西迪·利·库克 （英語：Kassidy Leigh Cook，1995年5月9日—），美国女子跳水运动员。2012年6月23日她差0.4分错过了参加奥运会比赛。

## 简历
2016年，卡西迪·库克代表2016年夏季奥林匹克运动会美国代表团参加巴西里约热内卢举行的奥林匹克运动会跳水比赛，出战女子3米跳板赛事，最终获得第13名。